# Enwor-Saga
Die Enwor-Saga ist ein Fantasy-Romanzyklus der deutschen Autoren Wolfgang Hohlbein und Dieter Winkler, der auch Elemente der Postapokalypse und Science-Fiction besitzt. Behandelt werden im Wesentlichen die Abenteuer der Mitglieder einer Kriegerkaste in der Phantasiewelt Enwor, bei der es sich um das in der Zukunft befindliche Nordamerika handelt, das jedoch mit fantasy-typischen Elementen (Magie, Drachen, nicht-menschliche Lebewesen usw.) durchsetzt ist. Mittlerweile umfasst die Reihe mehrere Kurzgeschichten und über ein Dutzend Romane.

## Entstehungsgeschichte
Die beiden befreundeten Autoren entwarfen eine von Elementen der Science-Fiction durchsetzte Fantasywelt  (Science Fantasy), die in einer fernen postapokalyptischen Zukunft auf dem amerikanischen Kontinent spielt und zunächst den Namen „EndWorld“ trug. Winkler entwickelte die Figuren Skar und Del, die die Helden seiner ersten Kurzgeschichte „Malicia“ wurden. Hohlbein steuerte weitere Ideen wie die beinahe unzerstörbaren Tschekal-Schwerter und die Quorrl, riesenhafte Reptilienwesen, bei. „EndWorld“ wurde später zu „Enwor“ modifiziert.
Da Dieter Winkler mit seiner Diplomarbeit beschäftigt war, schrieb Hohlbein im Alleingang den ersten Enwor-Roman Der wandernde Wald. Danach wollten sie die Serie gemeinsam weiterschreiben, aber Winkler nahm eine Stelle bei der Computerzeitschrift CHIP an. Daraufhin schrieb Hohlbein die ersten zehn Bände der Enwor-Saga allein.
Während Der wandernde Wald noch eine in sich abgeschlossene Handlung besaß, bauten die nächsten vier Bände, die innerhalb nur kurzer Zeit folgten, hingegen thematisch aufeinander auf. Der sechste Band „Die Rückkehr der Götter“ wurde dann erst drei Jahre später veröffentlicht und richtete die Reihe neu aus: Der Protagonist Skar erwacht dort dreihundert Jahre später und findet ein inzwischen verändertes Enwor vor. Nach Vollendung des zehnten Bandes Die verbotenen Inseln im Jahr 1989 wandte sich Hohlbein zunächst anderen Projekten zu.
Ende der neunziger Jahre entwarfen Hohlbein und Winkler das erzählerische Gerüst für drei weitere Enwor-Romane. 1999 erschien Das elfte Buch beim Weitbrecht Verlag, das Winkler als Mitautor verschwieg und den populäreren Namen Hohlbeins nutzte. Der Verlag wurde jedoch kurz nach der Veröffentlichung verkauft und umgestaltet. Ab 2004 veröffentlichte der Piper Verlag eine weitere Enwor-Serie: Wolfgang Hohlbeins Enwor – Neue Abenteuer wurde von Dieter Winkler verfasst und beschäftigt sich mit einer wesentlich später spielenden Handlung mit neuen Hauptfiguren, den beiden Satai Daart und Carnac.
Heute gibt es insgesamt 15 Bände im Handel. Es wird vermutet, dass die Saga noch weiter fortgesetzt werden sollte, da alle Handlungsabläufe am Ende des 15. Bandes noch nicht beendet sind. Bislang gibt es jedoch weder von Winkler noch Hohlbein Hinweise, dass neue Bände geplant wären.
1991 erschien ein Rollenspiel-Buch unter dem Titel Die Insel der Sternenbestie.
Mit dem Romanzyklus „Garth und Torian“ existiert zudem ein ebenfalls von Hohlbein in den 1980er Jahren verfasster Romanzyklus ähnlicher Art: Er handelt von den beiden Kriegern Garth und Torian, die in einer Fantasy-Welt namens Caracon Abenteuer erleben.

## Bibliografie

### Kurzgeschichten
- „Malicia“
- „Vela, die Hexe“
- „Der Tag vor Harmageddon“
- „Der Tempel der Unsterblichkeit“

### Die Enwor-Saga
- Der wandernde Wald (1983) ISBN 3-442-24947-3
- Die brennende Stadt/Der Stein der Macht 1 (1983) ISBN 3-442-24948-1
- Das tote Land/Der Stein der Macht 2 (1984) ISBN 3-442-24949-X
- Der steinerne Wolf/Der Stein der Macht 3 (1984) ISBN 3-442-24950-3
- Das schwarze Schiff (1984) ISBN 3-442-24951-1
- Die Rückkehr der Götter (1987) ISBN 3-442-24952-X
- Das schweigende Netz (1988) ISBN 3-442-24953-8
- Der flüsternde Turm (1989) ISBN 3-442-24954-6
- Das vergessene Heer (1989) ISBN 3-442-24955-4
- Die verbotenen Inseln (1989) ISBN 3-442-24956-2
- Das elfte Buch (1999) ISBN 3-442-24957-0

### Enwor – Neue Abenteuer
- Das magische Reich (2004) ISBN 3-492-26531-6
- Die verschollene Stadt (2004) ISBN 3-492-26532-4
- Der flüsternde See (2005) ISBN 3-492-26533-2
- Der entfesselte Vulkan (2005) ISBN 3-492-26534-0

### Spezielles
- Die Insel der Sternenbestie – Das Große Enwor Rollenspielbuch (1991): ISBN 978-3-442-24522-2.